# Saku (Nagano)
Saku (Japans: 佐久市, Saku-shi) is een stad in de prefectuur Nagano op het Japanse eiland Honshu. De stad heeft een oppervlakte van 423,99 km² en had in 2007 ongeveer 100.000 inwoners. Saku is de stad in Japan met de grootste afstand tot enige zee.

## Geschiedenis
Saku werd op 1 april 1961 een stad (shi) door samenvoeging van de gemeentes Nozawa, Nakagomi, Azuma en Asama.
Op 1 april 2005 werden de stad Usuda (district Minamisaku) en de stad Mochizuki en dorp Asashina (district Kitasaku) aan de stad toegevoegd.

## Verkeer
Saku ligt aan de Nagano Shinkansen en aan de Koumi-lijn van East Japan Railway Company.
Saku ligt aan de Jōshinetsu-autosnelweg en aan de autowegen 141, 142 en 254.

## Stedenband
Saku heeft een stedenband met
- Avallon, Frankrijk, sinds 14 juli 1976.

## Aangrenzende steden
- Komoro
- Chino
- Tōmi